# Sistrum
| Y8 |

| Y8 |

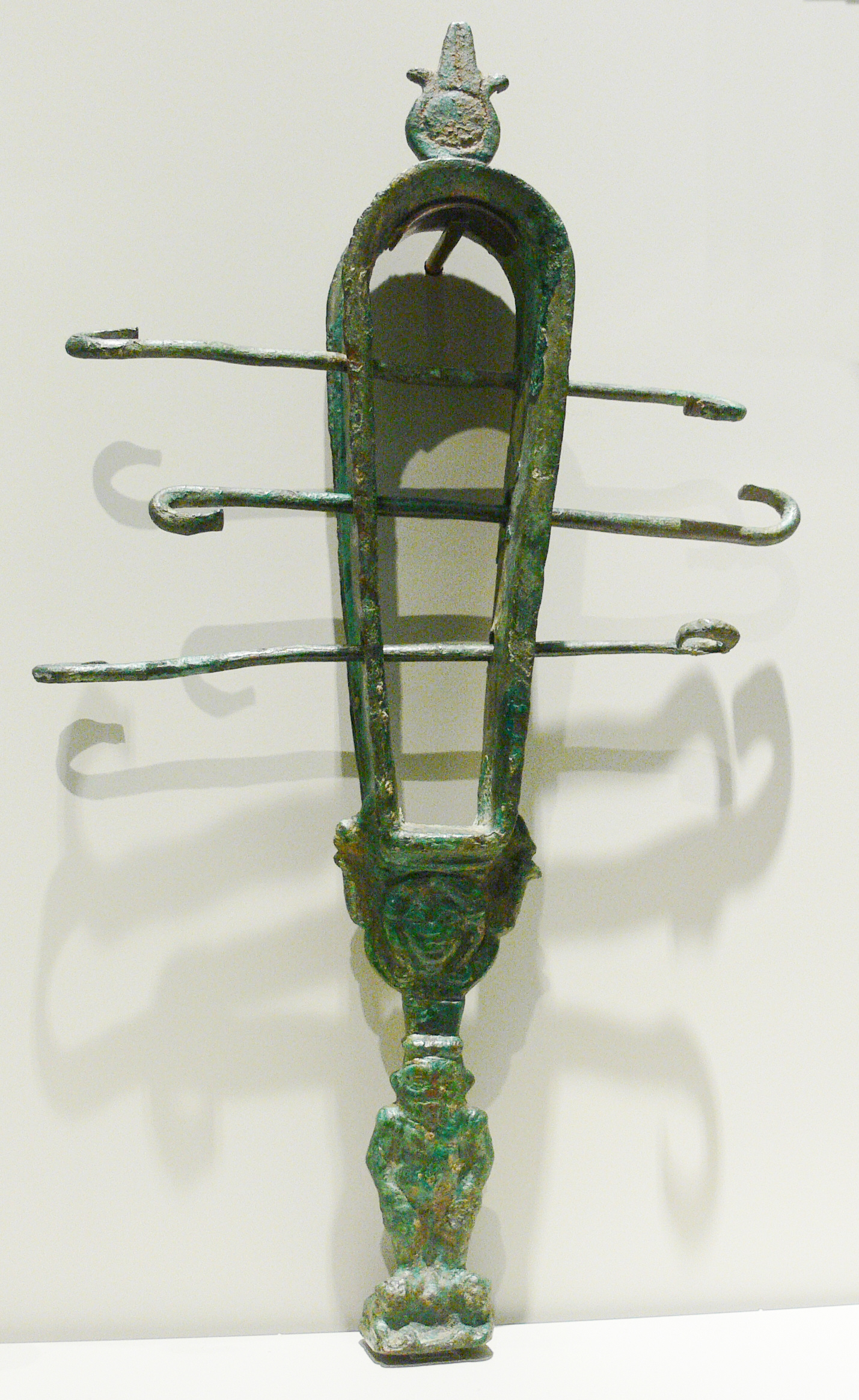
Egyptské sistrum z Pozdní doby

Sistrum je bicí hudební nástroj pocházející ze starověkého Egypta. Skládá se z držadla a kovového rámu širokého 10-30 cm ve tvaru písmena U.
Mezi vidlicí rámu jsou na příčné kovové části volně umístěné tenké kroužky z kovu, které při zatřesení vydávají zvuk. Název sistrum je odvozen z řeckého seistron (σείστρον), „to, čím se třese“.
Ve starověkém Egyptě bylo sistrum považováno za posvátný hudební nástroj, který se používal při tanci a náboženských obřadech spojených s bohyní Hathor. Tvar vidlice sistra měl připomínat rohy této kravské bohyně. Zvuk sistra měl také odvracet záplavy na Nilu a strašit Sutecha. Se sistrem byly zobrazovány mnohé bohyně – Bastet, bohyně tance, oslav a radosti, a Eset, která přebrala mnohé prvky Hathor.
Sistra se stále používají při obřadech v etiopské ortodoxní církvi.